# Kobunsha
Kobunsha (яп. 光文社 Kōbunsha) — японська видавнича компанія. Публікує літературу, манґа-романи та журнали для жінок.

## Історія
Kobunsha була заснована 1 жовтня 1945 року і належить до групи Kodansha.
Компанія публікувала японських авторів, таких як Тецуя Хонда, Кейго Хігасіно, Дзіро Акагава, Міюкі Міябе та Арімаса Осава, а також іноземних авторів, таких як Артур К. Кларк, Жан Жене, Малколм Гладуелл, Джон Ронсон, Дж. Д. Венс, Ганья Янаґігара та Чжао Цзиян.
У 1975 році Kobunsha видала жіночий журнал JJ, відомий як найперший жіночий журнал для студенток коледжу в Японії.
З 1994 року компанія заснувала фонд Kobun Foundation і видає більше детективних романів. Фонд щороку присуджує Гран-прі за найкращий детективний роман.
Kobunsha зараз видає журнали для жінок, такі як JJ, Classy та JJ Bis.